# رادونگه
رادونگه (به صربی: Radunje) یک منطقهٔ مسکونی در صربستان است که در بروس واقع شده‌است. رادونگه ۸۷ نفر جمعیت دارد.